# قلعة دختر (ميانة)
قلعة أردشير قلعة تاريخية تعود إلى عصر ألفية 1 ق.م، وتقع في مقاطعة ميانة.